# 詹姆斯·马蒂斯
詹姆斯·諾曼·“吉姆”·马蒂斯（英語：James Norman "Jim" Mattis，1950年9月8日—），第26任美國國防部長。美国海军陆战队退役上将，曾任美国中央司令部司令、北大西洋公約組織盟軍轉型司令部最高司令。

## 生平

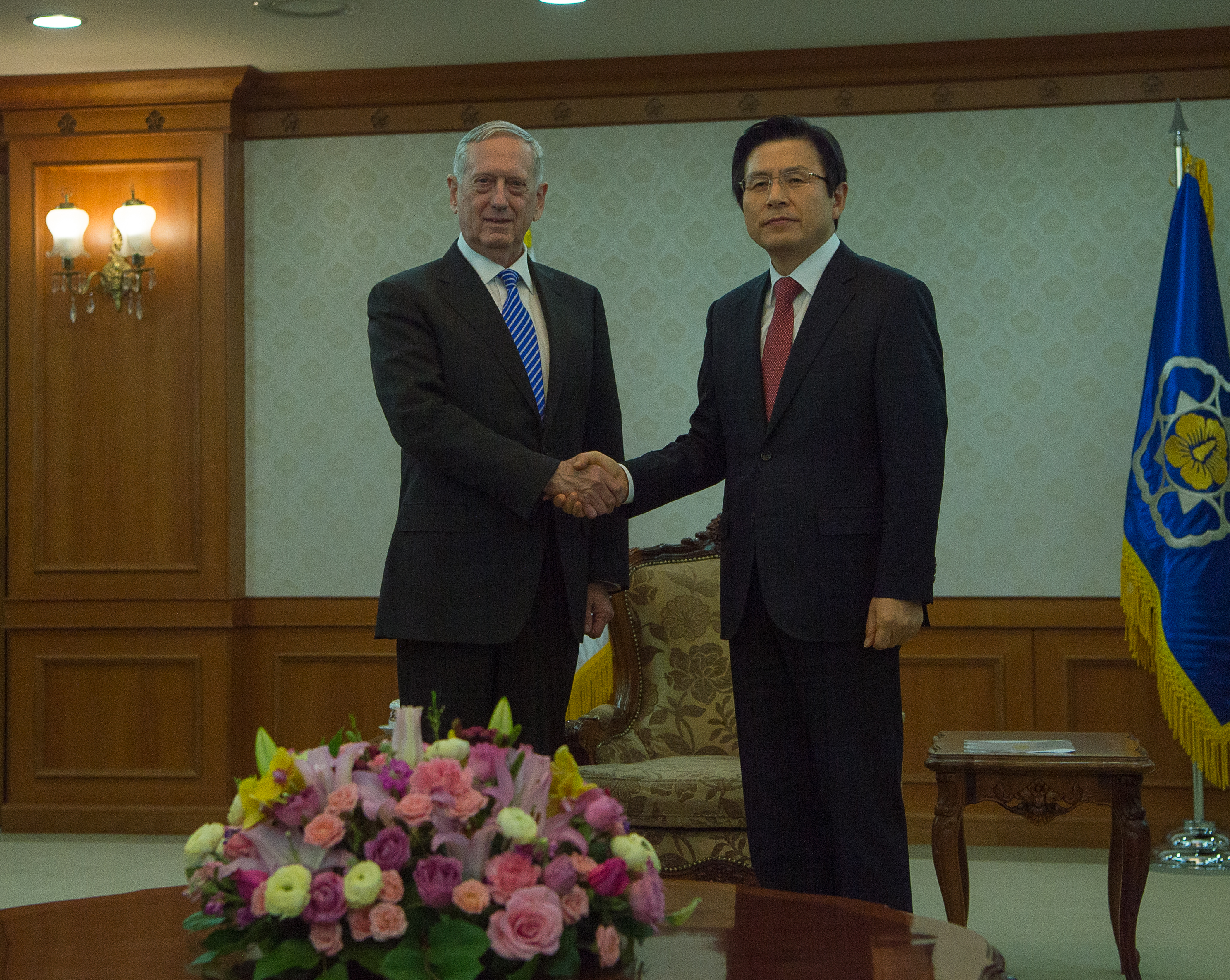
2017年2月2日马蒂斯在首尔与韩国总统黄教安会面

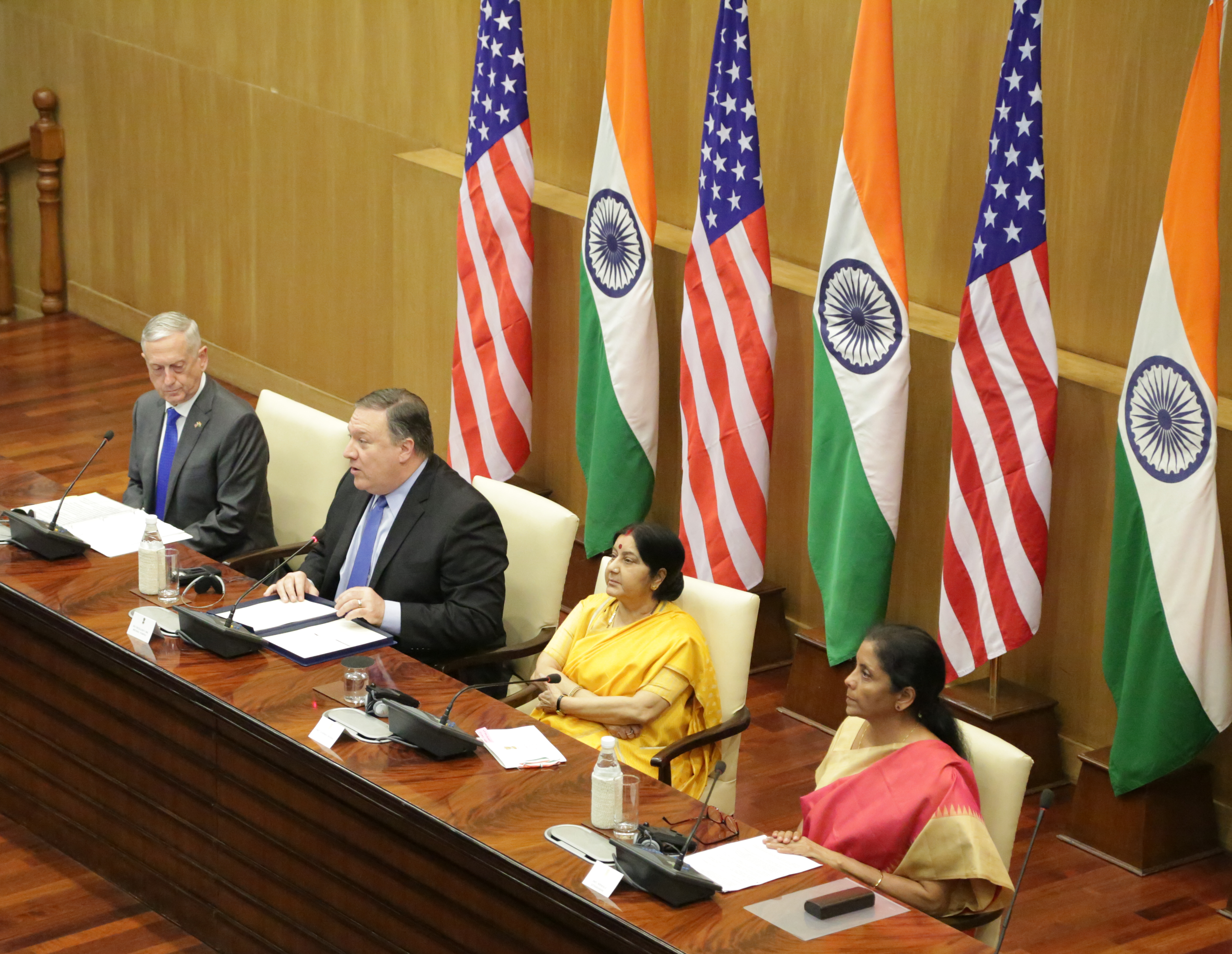
从左到右：馬蒂斯，美国国务卿迈克·蓬佩奥、印度部长兼外交事务蘇史馬斯瓦拉杰和印度的国防部长妮瑪拉希塔摩拉於2018年在新德里的第一个2+2会议

2016年12月1日，候任总统唐纳德·特朗普提名其为国防部长。根據1947年國家安全法案，軍官退役未滿七年不得執掌國防部，由於馬蒂斯2013年從海軍陸戰隊退役，他的提名需要參議院同意豁免相關法案的限制。2017年1月20日，馬蒂斯上任國防部長。

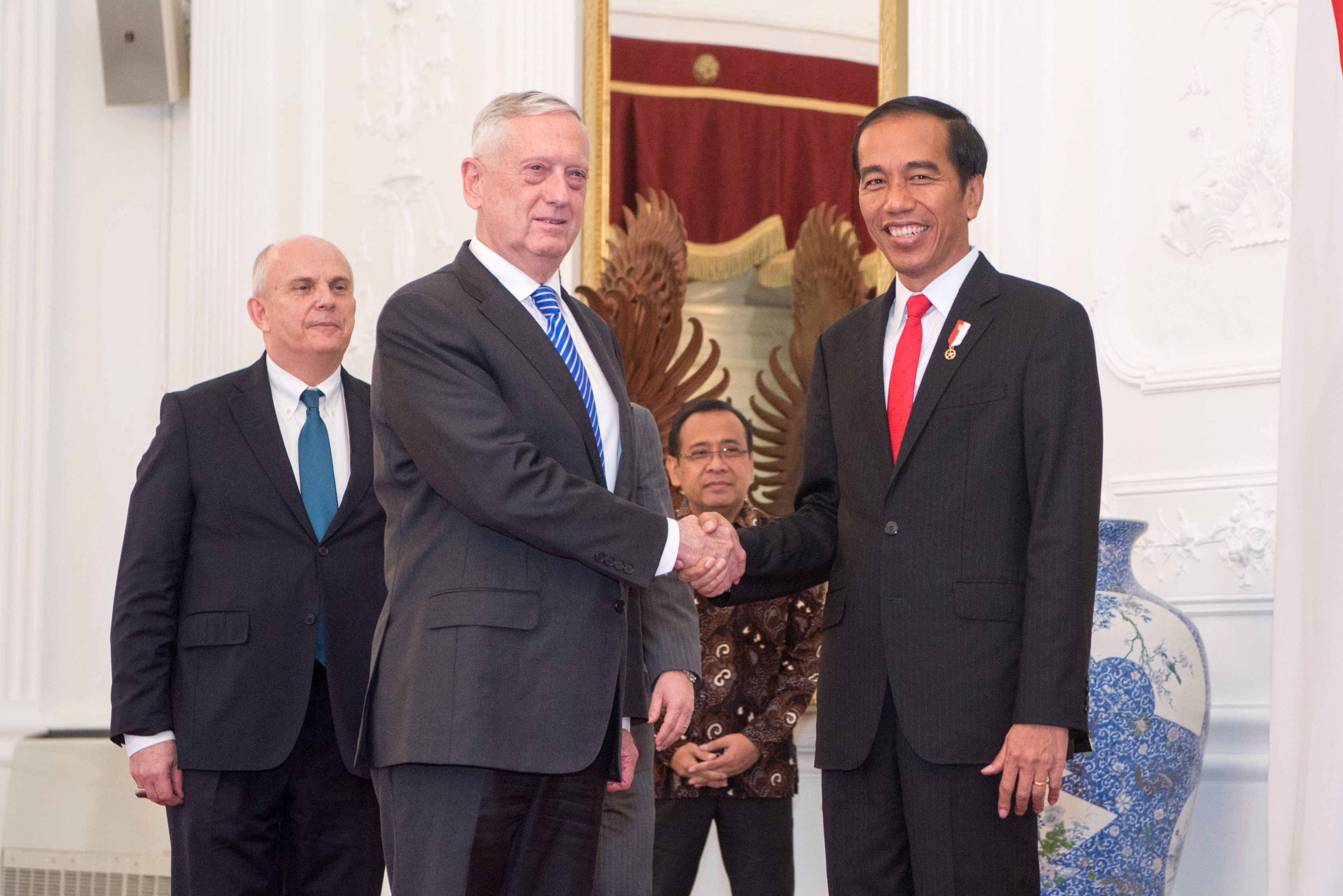
2018年1月23日馬蒂斯在雅加达与印尼总统佐科·维多多会面

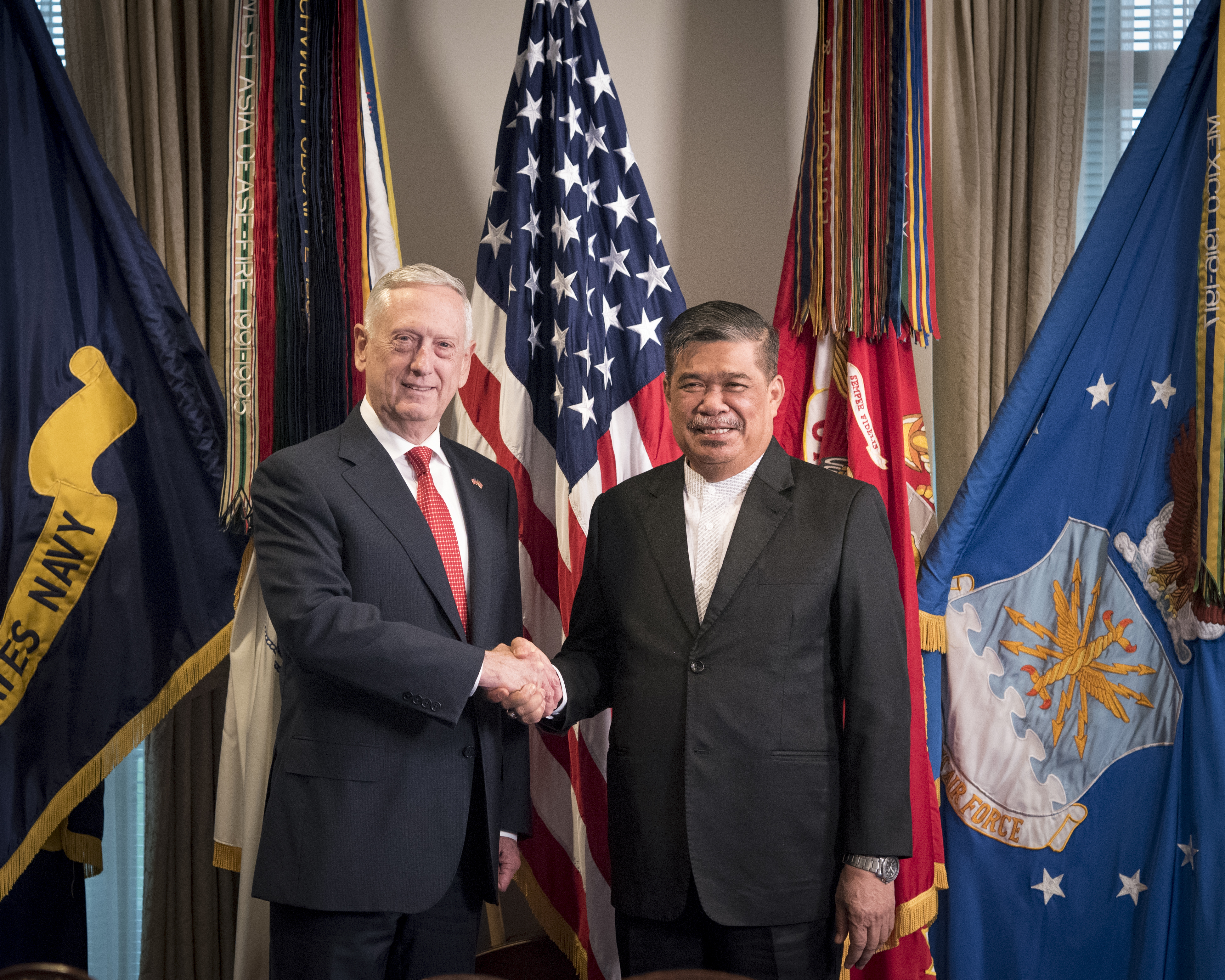
2018年9月24日馬蒂斯在五角大楼与马来西亚国防部长末沙布会面

2018年香格里拉對話中，馬蒂斯指出美國依據台灣關係法會繼續為台灣提供防衛性武器以供台灣安全的保障，反對两岸任何一方的單方面改變現狀，也會堅定的支持由台灣海峽兩岸人民達成的共識。
2018年12月20日，馬提斯對總統川普下令從敘利亞完全撤軍的決策勸阻失敗後呈交辭職信，原定於2019年2月28日生效。12月23日，川普宣布馬提斯提前於2019年1月1日離職，並由副部長帕特里克·沙纳汉擔任代理國防部長。

## 军事荣誉
詹姆斯·马蒂斯在44年的军旅生涯中获得过以下军事荣誉：
| Bronze oak leaf cluster · ribbon · ribbon · ribbon |                           |                           |             |
| V                                                  | Gold star · Gold star     | ribbon                    | ribbon      |
| ribbon                                             |                           | ribbon                    | ribbon      |
| ribbon                                             | Bronze star · Bronze star | Bronze star · Bronze star | Bronze star |
| Bronze star                                        |                           | ribbon                    | ribbon      |
| Bronze star · Silver star · Bronze star            | Bronze star               | ribbon                    |             |
|                                                    | ribbon                    | ribbon                    | ribbon      |
|                                                    |                           |                           |             |
|                                                    |                           |                           |             |

| 国防部杰出服役勋章(2次）         | 国防部杰出服役勋章(2次）         | 国防部杰出服役勋章(2次）         | 海軍傑出服役獎章                | 海軍傑出服役獎章                | 海軍傑出服役獎章                | 国防部高阶服役勋章         | 国防部高阶服役勋章         | 国防部高阶服役勋章         | 功績勳章                    | 功績勳章                    | 功績勳章                    |
| 铜星勋章英勇获奖                 | 铜星勋章英勇获奖                 | 铜星勋章英勇获奖                 | 功勳服役獎章(3次）              | 功勳服役獎章(3次）              | 功勳服役獎章(3次）              | 海軍和海軍陸戰隊功績獎章   | 海軍和海軍陸戰隊功績獎章   | 海軍和海軍陸戰隊功績獎章   | 海軍戰鬥行動略綬            | 海軍戰鬥行動略綬            | 海軍戰鬥行動略綬            |
| 總統集體嘉獎（海軍和海軍陸戰隊） | 總統集體嘉獎（海軍和海軍陸戰隊） | 總統集體嘉獎（海軍和海軍陸戰隊） | 聯合功勳集體獎章                | 聯合功勳集體獎章                | 聯合功勳集體獎章                | 海軍集體嘉獎               | 海軍集體嘉獎               | 海軍集體嘉獎               | 海軍/海军陆战队功勳集體嘉獎 | 海軍/海军陆战队功勳集體嘉獎 | 海軍/海军陆战队功勳集體嘉獎 |
| 海軍陸戰隊遠征獎章               | 海軍陸戰隊遠征獎章               | 海軍陸戰隊遠征獎章               | 国防部服役奖章(3次)             | 国防部服役奖章(3次)             | 国防部服役奖章(3次)             | 西南亚服役奖章(3次)        | 西南亚服役奖章(3次)        | 西南亚服役奖章(3次)        | 阿富汗参战奖章(2次)         | 阿富汗参战奖章(2次)         | 阿富汗参战奖章(2次)         |
| 伊拉克参战奖章(2次)              | 伊拉克参战奖章(2次)              | 伊拉克参战奖章(2次)              | 全球反恐戰爭遠征獎章            | 全球反恐戰爭遠征獎章            | 全球反恐戰爭遠征獎章            | 全球反恐戰爭服役獎章       | 全球反恐戰爭服役獎章       | 全球反恐戰爭服役獎章       | 人道主義服役獎章            | 人道主義服役獎章            | 人道主義服役獎章            |
| 海軍海上服役部署略綬（3次）      | 海軍海上服役部署略綬（3次）      | 海軍海上服役部署略綬（3次）      | 海軍陸戰隊預備役服役略綬（2次） | 海軍陸戰隊預備役服役略綬（2次） | 海軍陸戰隊預備役服役略綬（2次） | 波兰陆军金质奖章           | 波兰陆军金质奖章           | 波兰陆军金质奖章           | 北約功绩獎章                | 北約功绩獎章                | 北約功绩獎章                |
| 非第5條款北約獎章                | 非第5條款北約獎章                | 非第5條款北約獎章                | 加拿大功绩十字勋章              | 加拿大功绩十字勋章              | 加拿大功绩十字勋章              | 科威特解放奖章(沙特阿拉伯) | 科威特解放奖章(沙特阿拉伯) | 科威特解放奖章(沙特阿拉伯) | 科威特解放奖章(科威特)      | 科威特解放奖章(科威特)      | 科威特解放奖章(科威特)      |
| 步枪精确射手技能章(4次)          | 步枪精确射手技能章(4次)          | 步枪精确射手技能章(4次)          | 步枪精确射手技能章(4次)         | 步枪精确射手技能章(4次)         | 步枪精确射手技能章(4次)         | 手枪精确射手技能章(2次)    | 手枪精确射手技能章(2次)    | 手枪精确射手技能章(2次)    | 手枪精确射手技能章(2次)     | 手枪精确射手技能章(2次)     | 手枪精确射手技能章(2次)     |
| 国防部部长办公室勤务识别章       |                                  |                                  |                                 |                                 |                                 |                            |                            |                            |                             |                             |                             |

### 加拿大功绩十字勋章表彰词
"在2001年至2012年间担任美国武装部队和北约关键领导职务期间，马蒂斯将军直接且持续地推动了加拿大军队在阿富汗的作战成功。他为加拿大提供了前所未有的接触机会，并积极推动其参与关键政策和训练活动，协助塑造了加拿大的反叛乱作战理论。马蒂斯将军展现出对加拿大的坚定支持与不懈承诺，显著强化了加美关系，并成为两国在阿富汗共同成就中的关键推动力量。"